# Carl Zeiss
Carl Zeiss AG («Цейс»; по-немецки читается как Цайс, а по-английски Зайс) — немецкая компания, специализирующаяся в области оптики. Основана как мастерская по производству точной оптики немецким изобретателем Карлом Цейсом. Штаб-квартира расположена в Оберкохене (Баден-Вюртемберг).

## История

### 1846—1945 годы

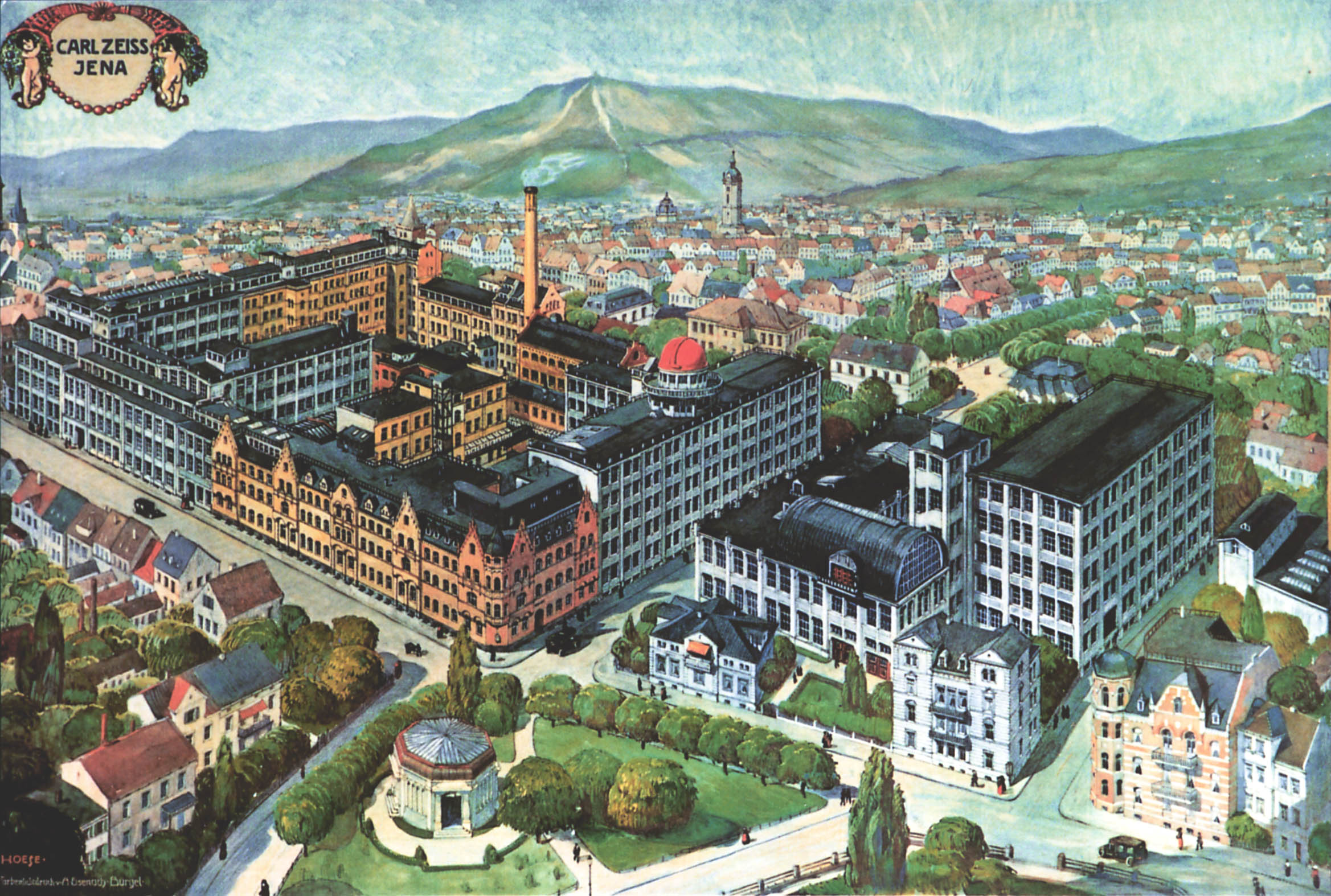
Фабрика Цейса в Йене (1910)

В 1846 году Карл Цейс открыл оптическую мастерскую в Йене, начав изготовление микроскопов. Со временем Цейс пришёл к выводу, что применявшаяся в то время технология индивидуальной подгонки линз для каждого микроскопа требуют слишком много времени и не подходит для массового производства. В 1866 года Карл Цейс убедил профессора физики Университета Йены Эрнстом Аббе начать разработку научного подхода к производству линз. Его теоретические обоснования позволили с 1872 года начать выпуск значительно более качественных микроскопов. В 1878 году началось применение иммерсионных объективов.
Неразрешённой оставалась проблема качества стекла. Эрнст Аббе вскоре встретил Отто Шотта — 30-летнего химика из Йены, специалиста по стеклу. В 1884 году Цейс, Аббе и Шотт основали стекольную компанию Glaswerk Schott & Genossen. К 1886 году компания выпускала 44 вида оптического стекла, что позволило в этом же году начать производство микроскопов с апохроматическими линзами.
Через год после смерти Цейса, в 1889 году, Аббе учредил фонд Carl-Zeiss-Stiftung, который с 1891 года стал единственным акционером компании Цейса, а с 1919 года — также и стекольного предприятия Шотта. До Первой мировой войны компания интенсивно развивалась. В 1896 году компания запатентовала конструкцию объектива Zeiss Planar. В 1902 году компания получила патент на схему объектива Tessar. В 1890 году был начат выпуск фотообъективов, в 1893 году — измерительных инструментов, в 1894 году — подзорных труб, в 1897 году — телескопов. К 1899 году две трети продукции шло на экспорт. В начале 1900-х годов были открыты зарубежные предприятия в Вене, Дьёре, Риге и Лондоне. Начиная с 1910 года был поглощён целый ряд немецких производителей фотоаппаратов, в 1926 году объединённых в компанию Zeiss Ikon, которая базировалась в Дрездене; с 1932 года общим брендом для этих предприятий стал Contax. Благодаря сотрудничеству со шведским офтальмологом Альваром Гульстрандом в 1912 году Zeiss начала производство корректирующих очков.
В 1924 году оптический завод Цейса в Йене построил оптический проектор планетарий, представляющий собой собрание многочисленных оптических фонарей проектирующих изображения звёзд и планет на полусферический купол. Это оборудование было впервые установлено в 1925 году в Немецком музее в Мюнхене. К концу 1930-х годов был установлен 21 комплект такого оборудования, в том числе в СССР в 1928 году в Московском планетарии, а также в Чикаго, Милане, Филадельфии и Токио.
По торговому соглашению 1940 года между СССР и Германией, продукция Carl Zeiss поставлялись в СССР, включая дальномеры и перископы для подводных лодок. Во время Второй мировой войны компания производила продукцию военного назначения, включая оптические прицелы, дальномеры, перископы, бинокли и камеры для аэрофотосъёмки. Компания использовала принудительный труд узников концлагерей. 9 октября 1944 года компания открыла на своём заводе Zeiss Goehle-Werk вспомогательный лагерь для содержания рабов, при концлагере Флоссенбург. Узники концлагерей составляли 30 % работников компании Carl Zeiss. За годы войны на заводе Zeiss работало более 8 тыс. принудительных рабочих, на стекольном заводе Schott — 3,5 тыс.; кроме этого, под управлением компании находилось 2 завода в Чехии (Яблонец-над-Нисоу и Теплице).

### 1945—1990 годы
Carl Zeiss в Йене

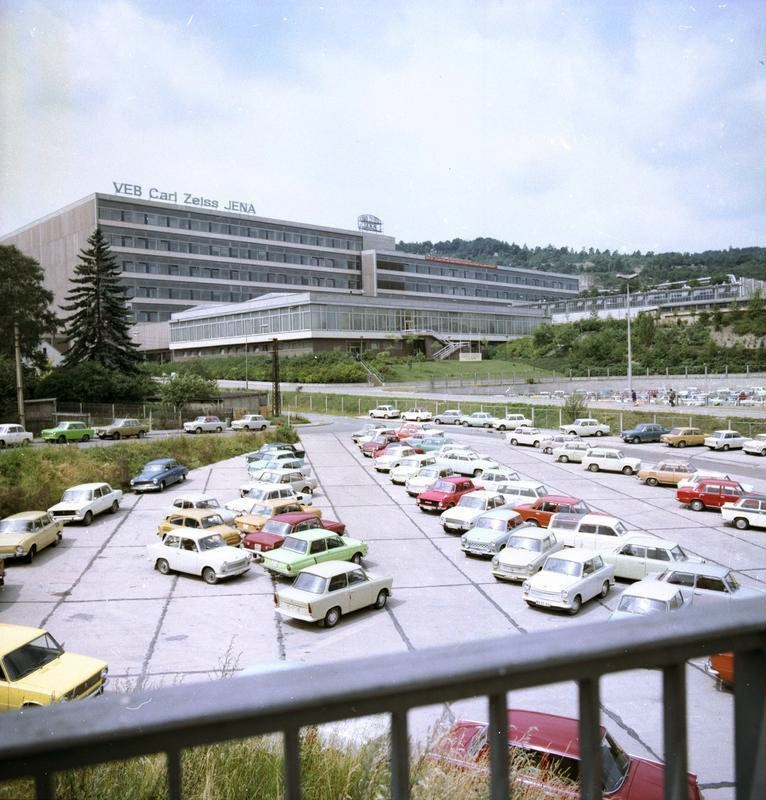
Carl Zeiss в Йене, 1978 г.

В конце Второй мировой войны Йена была занята американскими войсками. Позднее Йена и Дрезден (где также имелись предприятия Carl Zeiss) были переданы в зону ответственности СССР. Армия США вывезла чертежи и другую документацию в США, а часть оборудования и 77 наиболее ценных сотрудников — в Хайденхайм. К 1947 году остальная часть оборудования компании по репарациям была вывезена в СССР (для использования на Красногорском оптико-механическом заводе и киевском заводе «Арсенал»). 1 июня 1948 года фонд Carl-Zeiss-Stiftung был экспроприирован. После образования ГДР на основе Carl Zeiss была создана государственная компания VEB Carl Zeiss Jena. Дрезденский завод получил наименование VEB Zeiss Ikon; здесь под маркой Carl Zeiss Jena с 1948 года по 1953 год изготовлялись объективы для Zeiss Ikon AG в Штутгарте. Также компании Carl Zeiss Jena принадлежала фармацевтическая фабрика Jenapharm.
С 1961 года по 1971 год Zeiss Jena производила первый в ГДР компьютер — ZRA 1 (Zeiss-Rechen-Automat), созданный на базе вычислителя для оптических расчётов OPREMA. В 1965 году VEB Carl Zeiss Jena кроме оптики начал выпускать электронные компоненты.

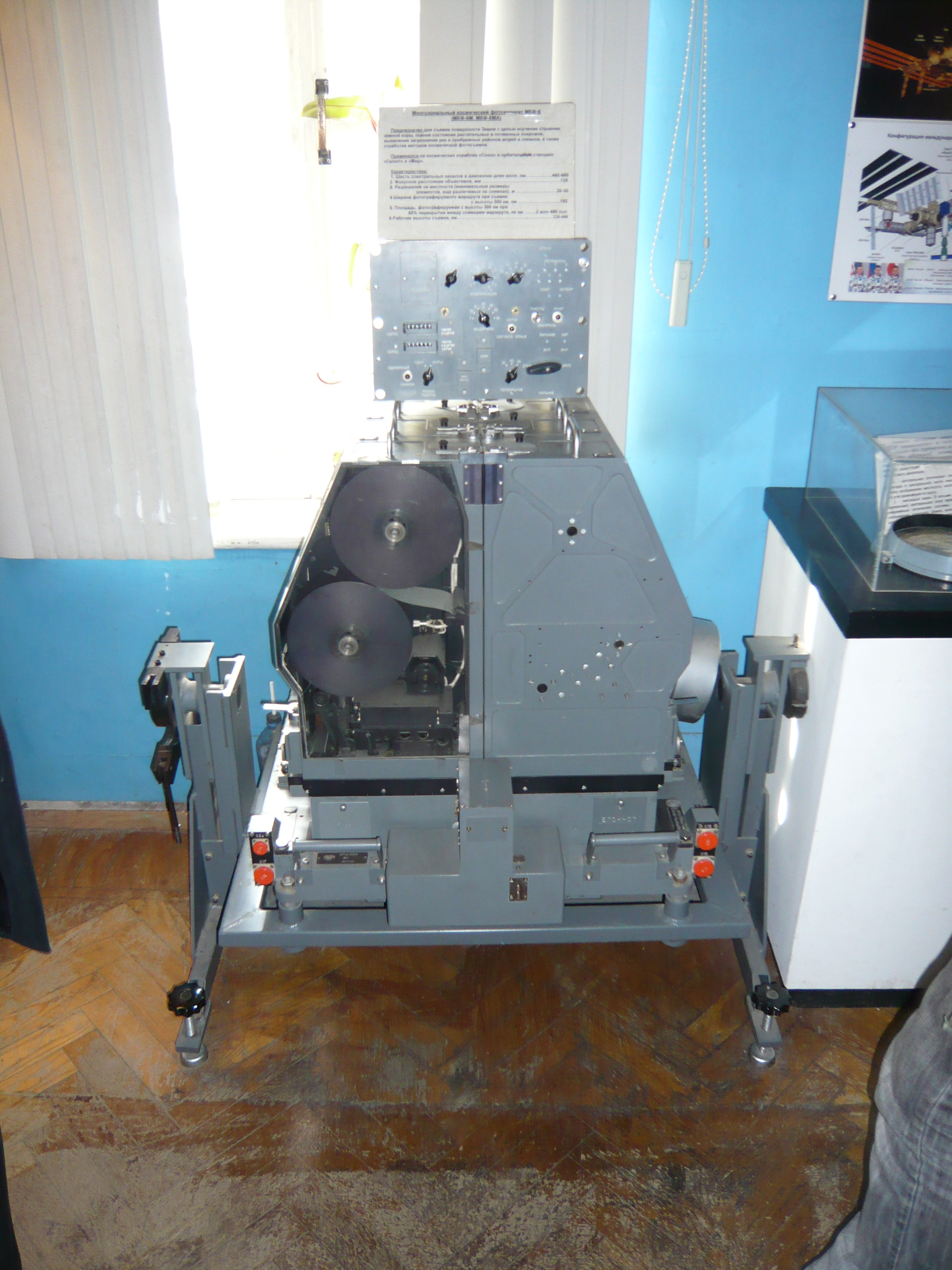
Многозональный космический фотоаппарат МКФ-6

К 1971 году VEB Carl Zeiss Jena разросся в крупный комбинат, объединявший более 25 дочерних структур, на которых работало в сумме 69 тыс. человек. Он выпускал электронику, фотоаппараты, лабораторное оборудование, лазеры, медицинские и астрономические приборы, стеклянную посуду, оборудование для планетариев и обсерваторий. Одной из крупнейших разработок была мультиспектральная камера МКФ-6 для космического корабля Союз-22 и орбитальной станции Мир. Среди других разработок были лазерный микроспектральный анализатор и первая промышленная система литографии электронным лучом. В 1980-е годы у Carl Zeiss Jena увеличилась доля военной продукции. С 1976 года по 1980 год доля военной продукции составляла 5,5 %, а с 1986 по 1990 год — уже 20,3 %. В середине 1980-х годов в подчинение Carl Zeiss Jena было переведено несколько предприятий полупроводниковой и компьютерной промышленности.
Комбинат Carl Zeiss Jena был крупнейшей промышленной группой ГДР, его глава входил в центральный комитет СЕПГ. Около 60 % чистой прибыли направлялось в государственный бюджет, ещё 40—50 млн марок ГДР вкладывалось в фонд, поддерживавший Йенский университет и другие учреждения Йены. После объединения Германии VEB Carl Zeiss Jena оказался на грани банкротства из-за разрыва экономических связей со странами Восточного блока и потерей оборонных заказов. Летом 1990 года комбинат был разделен на несколько частных компаний, крупнейшей из которых стала Jenoptik Carl Zeiss Jena с 30 тыс. сотрудников. В 1991 году основной оптический бизнес Jenoptik, в котором было занято 3 тыс. сотрудников, был продан западногерманской Carl Zeiss, он стал её дочерней компанией Carl Zeiss Jena.
Carl Zeiss в Оберкохене

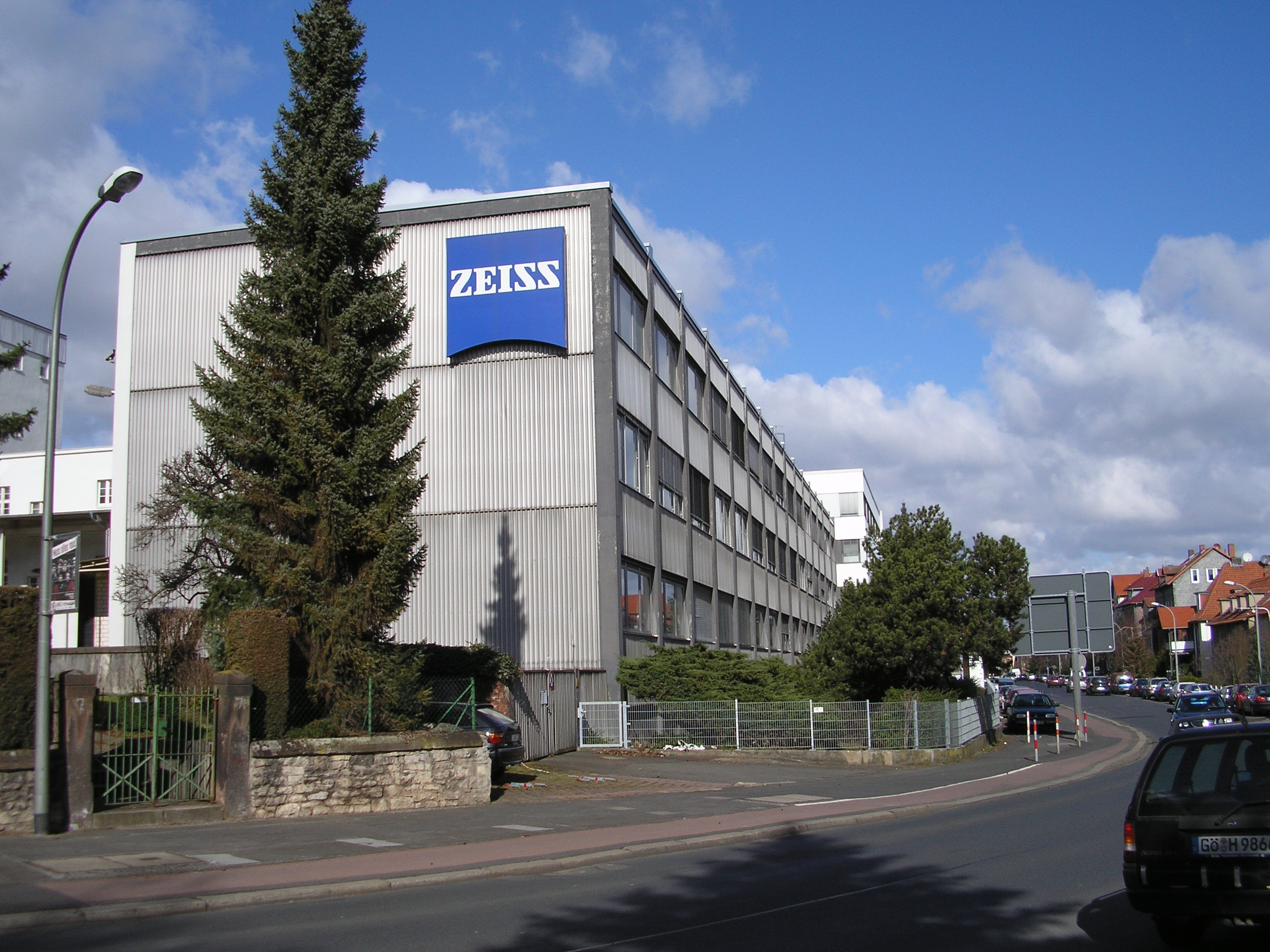
Производство Zeiss в Гёттингене

Фонд Carl-Zeiss-Stiftung был возрождён в Хайденхайме, находившемся в Западной Германии. В 1946 году в расположенном рядом Оберкохене был открыт новый завод Carl Zeiss. В 1952 году в Майнце был открыт стекольный завод Schott. Производство микроскопов было сосредоточено в Гёттингене. В 1953 году был выпущен первый хирургический микроскоп OPMI 1. В странах Восточной Европы продукция западного Carl Zeiss продавалась под маркой Opton, восточногерманский Carl Zeiss продавал в Западной Европе свою продукцию под названием Zeiss Jena. Такое разделение торговой марки продолжалось до соглашения, заключённого в Лондоне в 1971 году; по этому соглашению оба производителя использовали марку Carl Zeiss, но только в определённых странах.
С 1950-х годов компания Carl Zeiss начала международную экспансию. Были открыты заводы по производству ампул в Бразилии и Франции; в 1967 году в Пенсильвании был открыт завод по производству оптического стекла. Также в этот период были поглощены 2 производителя очков, Marwitz & Hauser (ФРГ, 1958 год) и Titmus Optical (США, 1974 год). В 1980 году был куплен производитель контактных линз Wöhlk. В 1983 году началось сотрудничество Carl Zeiss с нидерландской компанией ASML в разработке и производстве систем для фотолитографии (технологического процесса при изготовлении микросхем).
В 1973 году Carl Zeiss заключила лицензионное соглашение с японской компанией Yashica о производстве серии 35-мм фотоаппаратов с объективами под брендами Contax и Zeiss. Соглашение продолжало действовать до 2005 года, когда Kyocera, поглотившая Yashica, прекратила выпуск фотоаппаратов.

### 1990 год — настоящее время
В феврале 1990 года начались переговоры об объединении двух компаний Zeiss. В июне 1991 года Carl Zeiss в Оберкохене приобрела контрольный пакет акций базировавшихся в Йене предприятий по производству оптики Carl Zeiss Jena и в стекольном предприятии Jenaer Glaswerk; в мае 1995 года они были поглощены полностью. Несмотря на помощь от правительства Германии в размере 400 млн долларов, первые годы после объединения Carl Zeiss несла убытки и вынуждена была сокращать персонал; были закрыты некоторые направления деятельности, такие как выпуск простых измерительных инструментов и любительских телескопов. Лишь в 1996/97 финансовом году компания начала приносить прибыль. В 1999/2000 финансовом году выручка компании достигла 2 млрд евро.
В октябре 2001 года была зарегистрирована дочерняя компания Carl Zeiss SMT, получившая активы подразделения по производству оптических систем для фотолитографии; в октябре 2006 года Carl Zeiss SMT открыла в Оберкохене новую фабрику, в строительство которой было вложено 450 млн евро. Также в 2001 году была создана дочерняя компания Carl Zeiss Meditec, вобравшая в себя деятельность в сфере офтальмологии; часть её акций были размещены на бирже.

## Собственники и руководство
Единственным акционером компании является фонд Carl-Zeiss-Stiftung. Этому фонду также принадлежит производитель стекла Schott.
Руководство:
- Микаэль Болле (Michael Bolle) — председатель наблюдательного совета с 2022 года; до этого работал в концерне Bosch[17];
- Андреас Пехер (Andreas Pecher, род. в 1971 году) — президент и генеральный директор с апреля 2025 года, в компании с 2013 года; с 2004 по 2010 год был консультантом в McKinsey & Company[18].

## Деятельность
Подразделения компании по состоянию на 2023/24 финансовый год:
- технологии полупроводникового производства — выпуск оптических систем для фотолитографии, изготовление фотошаблонов и оборудования для контроля процесса производства микросхем; основным клиентом является компания ASML; 38 % выручки;
- промышленное качество и исследования — производство оборудования и программного обеспечения для контроля качества в промышленности и научно-исследовательской деятельности; продукция включает микроскопы, рентгеновские аппараты, измерительные инструменты и датчики; 22 % выручки;
- медицинские технологии — производство диагностического оборудования, хирургических микроскопов, имплантатов для офтальмологии; 24 % выручки;
- потребительские рынки — производство линз для очков, объективов и биноклей; 15 % выручки.

Выручка компании за 20023/24 финансовый год составила 10,9 млрд евро, из них на Европу, Ближний Восток и Африку пришлось 55 % (в том числе Германию — 7 %), на Азиатско-Тихоокеанский регион — 27 %, на Америку — 18 %.
Производственные мощности насчитывают 35 предприятий. У компании 40 научно-исследовательских центров. По состоянию на конец сентября 2024 года в компании работало 46,5 тыс. сотрудников, из них 22,5 тыс. в Германии.

## Логотип компании

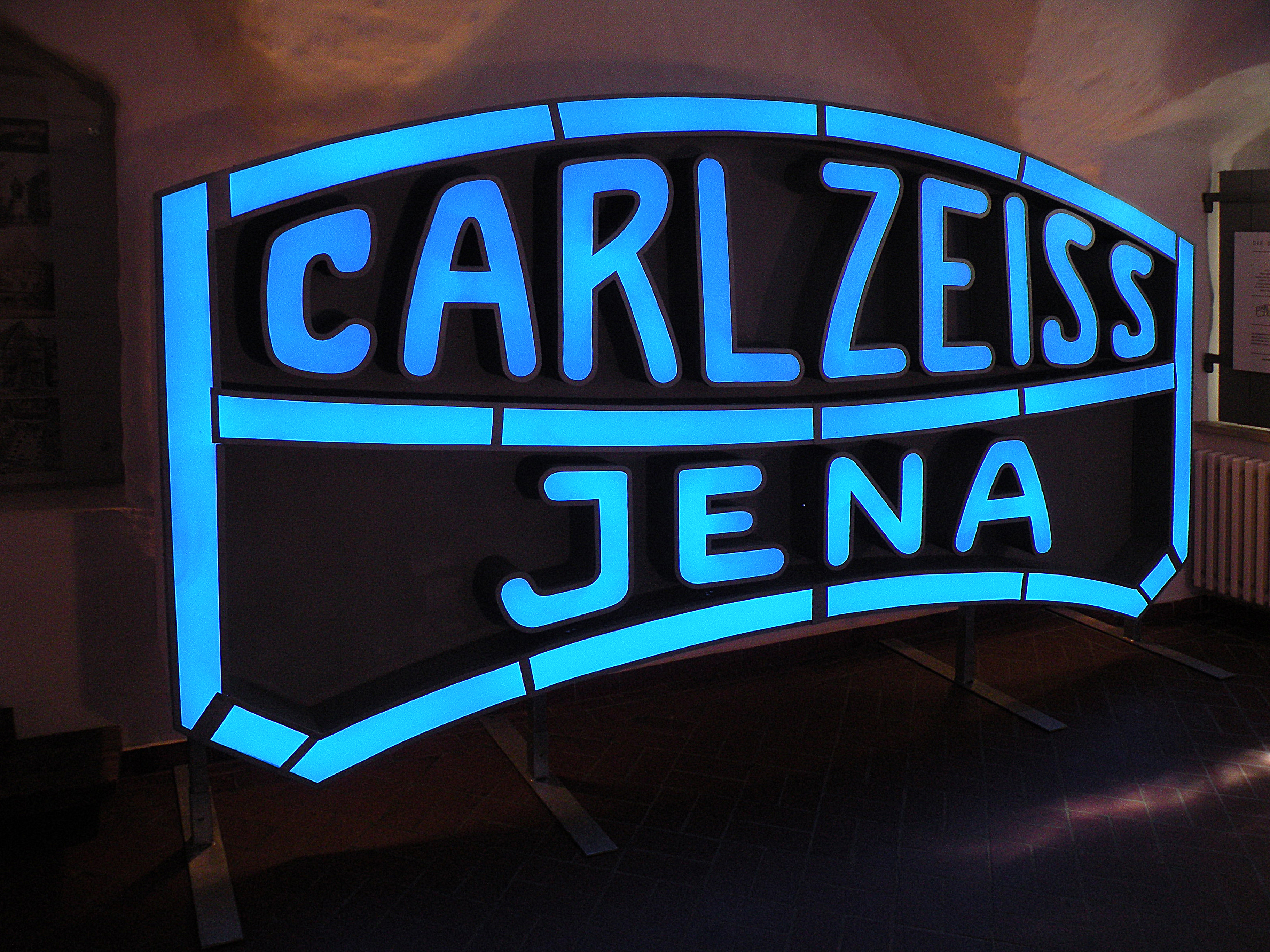
Исторический логотип компании. Хранится в городском музее в виде вывески с городского стадиона

Логотип фирмы «Карл-Цейс-Йена» был предложен в 1902 году руководителем патентного отдела фирмы Эмилем Дёницем. Он представляет собой название фирмы, вписанное в чертёж заднего двухлинзового компонента широко известного фотообъектива, разработанного Паулем Рудольфом — «Тессар» (в советской промышленности по производству фотоаппаратов этот объектив известен как «Индустар»).

## Дочерние компании
- Carl Zeiss Industrielle Messtechnik GmbH — производит измерительные приборы.
- Carl Zeiss MicroImaging GmbH — производит оптические, лазерные, рентгеновские, ионные и электронные микроскопы (двухлучевые[20], также цифровые) и программное обеспечение для микроскопии.
- Carl Zeiss Optronics GmbH — производила оптические и оптоэлектронные продукты для обороны и безопасности; в июле 2012 года была продана компании Cassidian («дочка» европейского концерна EADS, до 2015 года оставалась в совместном управлении)[21].
- Carl Zeiss Meditec AG — производит оборудование для офтальмологии.
- Carl Zeiss SMT AG, Carl Zeiss NTS GmbH, Carl Zeiss SMS GmbH и Carl Zeiss Laser Optics GmbH — производят продукцию для микроэлектроники.
- Carl Zeiss Vision — образовалась в 2005 году после слияния офтальмологического подразделения Carl Zeiss и производителя линз из США компании SOLA.

## Продукция для планетариев

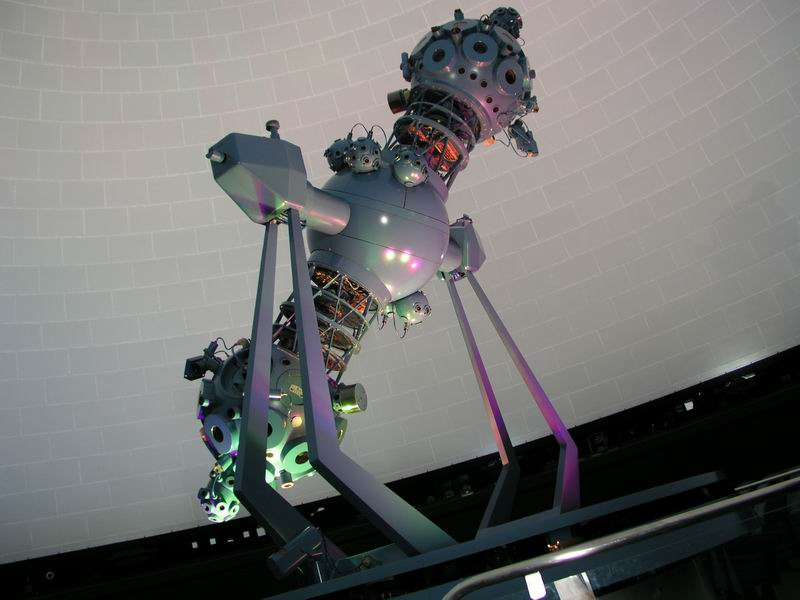
Проектор планетария

ZEISS Planetariums выпускает оборудование для планетариев и мультимедийных звёздных театров. Среди них оптико-механические системы, цифровые проекторы, системы 3D-визуализации и программное обеспечение. Эти продукты установлены в крупнейших планетариях по всему миру и позволяют создавать увлекательные и познавательные шоу для детей и взрослых.

## Продукция для фотографии
До 1945 года Carl Zeiss поставлял объективы для дочерней компании Zeiss Ikon. Zeiss Ikon продавала фотоаппараты, в основном, под торговой маркой Contax.
VEB Carl Zeiss Jena
VEB Carl Zeiss Jena с 1948 года по 1953 год поставлял объективы для Zeiss Ikon AG в Штутгарте. VEB Carl Zeiss Jena поставляла линзы и объективы для VEB Pentacon в Дрездене. Pentacon прекратил производство фотоаппаратов в начале 1990-х годов.
Carl Zeiss (Оберкохен)
Carl Zeiss поставлял объективы для фотоаппаратов Contax, а также среднеформатных фотоаппаратов Hasselblad и Rollei. В 2005 году началось сотрудничество с японской компанией Cosina. Производятся фотоаппараты под брендом Zeiss Ikon. Часть линз поставляет Carl Zeiss, часть производит Cosina.
Торговая марка Carl Zeiss, Zeiss также используется в объективах для фотоаппаратов и камерофонов фирм Sony, Fujifilm.
Carl Zeiss и Nokia
В камеры телефонов и смартфонов (камерофонов) фирмы Nokia устанавливается оптика Carl Zeiss по технологии Tessar «Орлиный глаз».
Например: Nokia N82, Nokia N90, Nokia N93, Nokia N95, Nokia 7.2, Nokia 9 PureView, Nokia 6.1 и т.д
Carl Zeiss и Sony
Оптика многих цифровых камер Sony, начиная с момента их появления, была разработана компанией Carl Zeiss. Для современных беззеркалок Sony есть линейка оптики уровня премиум от Carl Zeiss G с байонетом E.
Также есть определённые модели объективов Carl Zeiss под системы других производителей, таких как Nikon, Canon и пр. Все их отличает высочайшее качество, надёжность, резкость даже на открытой диафрагме, а также уникальный рисунок, использующийся в художественной фотографии.

## Память
- В честь компании Carl Zeiss, выпускавшей оптическое оборудование для астрономических наблюдений, назван астероид (851) Цейссия, открытый в 1916 году российским астрономом Сергеем Ивановичем Белявским.